# Знак ранения
Знак ранения (знак числа ранений) — отличительный наградной знак (нагрудный знак и не только) военнослужащих ВС России (Русской Армии и Флота, Вооружённых Сил СССР (ВС СССР)), получивших ранения на фронтах Первой мировой войны, Великой Отечественной войны и во время боевых действий послевоенного периода.

## История

### Имперский период
Во все времена ценились отвага, доблесть, геройство и самопожертвование во благо защиты Родины, и воины, получившие ранения и увечья, как правило, отмечались наградами (знаками отличия). В начале XX века, в эпоху начала массовых войн, для того чтобы было видно, что военнослужащий имел ранение, полученное в бою, а оно считалось неоспоримым признаком личной доблести и отваги военнослужащего, возникла необходимость в установлении внешних знаков отличия, носившихся на форме одежды. Первое организованное, массовое, награждение сделали в России, с 1 марта 1906 года было установлено, что раненые и контуженные на поле боя, участники Русско-японской войны, награждённые медалью «В память Русско-японской войны» (учреждена 21 января 1906 года) должны были носить медаль на ленте с бантом.
Во время Русско-японской войны ранения и контузии в боях получило около 158 600 человек.

«ГОСУДАРЮ ИМПЕРАТОРУ, в 5 день сего декабря, благоугодно было Всемилостивейше соизволить на установление особых отличий для раненных, контуженных и отравленных удушливыми газами офицеров и нижних чинов, возвратившихся после ранения, контузии или отравления удушливыми газами в строй боевых частей».— Приказ временно исполняющий должность (ВрИД) начальника штаба Верховного Главнокомандующего № 1700, от 9 декабря 1916 г., генерал от кавалерии В.И.Гурко
Порядок исполнения установления особых отличий для раненых, контуженых и отравленных удушливыми газами, был объявлен приказом по военному ведомству № 750, от 25 декабря 1916 года. Повторить предыдущий знак отличия (бант) не представлялось возможным. Поэтому в Русской императорской армии ввели знаки в виде галунных или басонных полосок. Они представляли собой полоски из красного басона (для нижних чинов) и золотого или серебряного галуна (для офицеров) на левом рукаве, носившиеся на всех видах формы одежды (кители, мундиры, рубахи и шинели), по числу ранений. Если офицер выслужился из солдат, то он продолжал носить красные нашивки за те ранения, которые получил до производства в офицеры. Утверждённые знаки отличия носились на расстоянии 0,5 вершка (22 мм) выше левого обшлага гимнастерки, кителя, мундира или шинели и представляли собой горизонтальные нашивки размером 1,5 х 0,2 вершка (67 х 10 мм). Для офицеров, получивших ранение в идущей Первой мировой войне (Великой войне, Второй Отечественной), они изготавливались из галуна по цвету металлического прибора (при золотых погонах — золотые, при серебряных — серебряные). Офицеры же, раненные в прошлых войнах (в русско-турецкой (1877—1878 годов), русско-японской (1904—1905 годов)), должны были носить галунные нашивки в контрцвет: при золотых погонах — серебряные, при серебряных — золотые. Для солдат и унтер-офицеров хронология ранений значения не имела — нашивки изготавливались из красной тесьмы.
Существенным было правило, по которому носить нашивки разрешалось только в действующей армии. При прохождении службы в тыловых частях и учреждениях их носить запрещалось. Однако, если военнослужащий имел три нашивки, то имел право носить их во всех случаях, независимо от того, где служил, но только если был назначен на должность после четвёртого ранения.
Правда, последнее касалось только военного времени. По окончании боевых действий все получившие нашивки могли их носить в любое время.

### Период Гражданской войны
Ношение знаков продолжалось и в период Гражданской войны со всех сторон.
Знаки носились также военнослужащими армий стран-лимитрофов — Польши, Литвы, Латвии, Эстонии, Финляндии. Также стали появляться и другие знаки.

«Войсковое Правительство, рассматривая вопрос борьбы с большевизмом и желая отметить ревностных защитников Оренбургского Казачьего войска, постановило: …2. Всем раненым при защите Войска установить на левом рукаве синего цвета нашивку по образцу нашивки для раненых, объявленной в приказе по Военному Ведомству»— Газета «Оренбургский Казачий Вестник» № 14 за 7 (20) июля 1918 года.

3. Знак, вышитый серебряной мишурою, присваивается всем раненым в рядах Красной Армии, а также всем прослужившим в частях, управлениях и учреждениях, действующих на фронте не менее года, при условии для последних участия в одном из сражений.— Приказ Реввоенсовета РСФСР № 572, от 03 апреля 1920 года.

### Советский период
В СССР знак за ранение введён постановлением ГКО № 2039, от 14 июля 1942 года.

Раненые бойцы, командиры и политические работники, возвратившись по выздоровлении в действующую армию, служат примером храбрости и бесстрашия для новых пополнений. Объявляя для неуклонного исполнения утверждённое Государственным Комитетом Обороны Положение об отличительных знаках раненых военнослужащих Красной Армии на фронтах Отечественной войны, приказываю ввести это Положение со дня начала Отечественной войны.— Приказ НКО СССР, И. Сталина, № 213, от 14 июля 1942 г.
Знак представлял собой нашивку прямоугольной формы длиной 43 мм, шириной 5—6 мм, наготовленную из шелкового галуна тёмно-красного цвета (при лёгком ранении) или золотистого (жёлтого) (при тяжёлом ранении).
Право на ношение знака ранения имели военнослужащие ВС СССР, получившие ранение в боях или при исполнении служебных обязанностей, от противника.
Число нашивок указывало на количество ранений и их степень, было две: лёгкие и тяжёлые ранения.
К лёгким ранениям относились:
- ранения мягких тканей без повреждения внутренних органов, костей, суставов, нервных стволов и крупных кровеносных сосудов;
- ожоги 1-й и 2-й степени.

К тяжелым ранениям относились:
- ранения с повреждением костей, суставов, внутренних органов, крупных нервных стволов и крупных кровеносных сосудов;
- ожоги и обморожения III-й и IV-й степени.

Факт лечения каждого ранения (ожога и обморожения) военнослужащего удостоверялся справкой о ранении, выдаваемой военно-врачебной комиссией, военно-лечебного учреждения, и выпиской из приказа военно-лечебного учреждения (войсковой части).
Лицам начальствующего состава Красной Армии отметки о праве ношения наградных знаков ранения заносились в раздел 3 «Награды и особые права, присвоенные владельцу удостоверения» удостоверения личности лиц начальствующего состава Красной Армии, заверялись подписью командира части (учреждения) и печатью части (учреждения).
Лицам рядового состава (красноармеец, краснофлотец) Красной Армии и Флота ВС СССР отметки о праве ношения наградных знаков ранения заносились в раздел III «Участие в походах, награждения и отличия» красноармейской книжки командиром роты, по данным приказов по части; при переводе в другую часть сведения о прохождении службы подписывались начальником штаба части с приложением печати.
Знаки нашивались на правой стороне гимнастёрки (кителя) на уровне средней пуговицы, а при наличии кармана — над правым грудным карманом. После войны носился на всех формах одежды на правой стороне груди на 8—10 мм выше орденов и медалей, а при отсутствии последних — на их месте.
На Флоте (РККФ) было определено, что знак представляет собой прямоугольник из ткани цвета обмундирования, на котором нашиты горизонтальные полоски из шелковой тесьмы шириной 5 мм и длиной 43 мм. Каждое ранение обозначается нашитой на прямоугольник:
- при тяжелом ранении — полоской золотистого цвета;
- при легком ранении —полоской тёмно-красного цвета.

При этом длина прямоугольника соответствует длине полосок, а ширина его зависит от количества последних. Просветы (расстояния) между полосками составляют 3 мм, сами полоски нашиваются снизу вверх в порядке получения ранений, но Знак носится на правом рукаве верхних предметов флотской форменной одежды в расстоянии 10 см от плечевого шва до нижней полоски, причем полоски располагаются поперек рукава. На предметах рабочей и инвентарной специальной одежды, выдаваемой для кратковременного пользования, знак числа ранений не носится.

Статья 97. …Ношение знака числа ранений разрешается только на полевой, повседневно-полевой и повседневной форме одежды…— Правила ношения военной формы одежды военнослужащими Советской Армии и Военно-Морского Флота (на мирное время), 1959 г.
Ранее, в 1955 г. и 1956 г., регламентировалось в аналогичных Правилах.

Статья 186. Знак числа ранений носится при всех формах одежды на правой стороне груди на 8-10 мм выше орденов или при отсутствии орденов — на их месте— Приложение № 1 к приказу Министра обороны СССР 1973 г. № 250 Правила ношения военной формы одежды.
Чуть позже ношение знака регламентировалось статьёй 185 приложения № 1 к приказу Министра обороны СССР 1988 г. № 250 «Правила ношения военной формы одежды»: 

Знаки числа ранений — из галуна золотистого цвета (при тяжёлом ранении) и темно-красного цвета (при лёгком ранении); располагаются на клапане такого же цвета, как мундир, тужурка, китель, форменка и фланелевка. Ширина галуна 6 мм, длина 43 мм. Знак числа ранений носится при всех формах одежды, кроме летней парадно-выходной (в рубашке), летней повседневной (в куртке шерстяной или в рубашке), полевой и рабочей формы одежды, на правой стороне груди на 10 мм выше орденов и медалей, а при отсутствии орденов и медалей — на их месте.

#### Знаки ранений
Изображение знаков ранений, на форме одежды:
- — галун тёмно-красного цвета для обозначения легко раненых.
- — два галуна тёмно-красного цвета для обозначения дважды легко раненых.
- — галун золотистого цвета для обозначения тяжело раненых.
- — два галуна золотистого цвета для обозначения дважды тяжело раненых.
- — три галуна золотистого цвета для обозначения трижды тяжело раненых.
- — два галуна золотистого и тёмно-красного цветов для обозначения дважды раненых: тяжело и легко.
- — два галуна золотистого цвета и один галун тёмно-красного цвета для обозначения трижды раненых: дважды тяжело и один раз легко.
- — галун золотистого цвета и два галуна тёмно-красного цвета для обозначения трижды раненых: тяжело и два раза легко.

### Федеральный период

#### Вооружённые Силы
Статья 14. Знаки числа ранений — из галуна золотистого цвета при тяжёлом ранении; темно-красного цвета при лёгком ранении — располагают на кителе выходной и повседневной формы одежды на правой стороне груди на 10 мм выше орденов и медалей, а при отсутствии орденов и медалей — на их месте. Ширина галуна 6 мм, длина 43 мм. … При наличии у награждённого знаков тяжелого и легкого ранения, знак легкого ранения (красный цвет) располагается перед знаком тяжелого ранения (золотистый цвет).— Приказ Министра обороны Российской Федерации № 210
Через полтора года, после Указа Президента Российской Федерации от 11 марта 2010 г. № 293 «О военной форме одежды, знаках различия военнослужащих и ведомственных знаках отличия» (Собрание законодательства Российской Федерации, 2010, № 11, ст. 1194) приказано утвердить и ввести в действие, с 1 декабря 2011 г., правила ношения военной формы одежды и знаков различия военнослужащих Вооруженных Сил Российской Федерации.

12. Знак числа ранений из галуна шириной 6 мм и длиной 43 мм золотистого цвета (при тяжелом ранении) и темно-красного цвета (при легком ранении) располагается на планке из ткани военной одежды. Знак числа ранений при тяжелом ранении размещается ниже знака числа ранений при легком ранении, расстояние между ними 3 мм.
Знак числа ранений размещается:
- на кителе шерстяном (кроме кителя шерстяного ВМФ синего и черного цвета) — симметрично относительно вертикальной линии, условно проведенной по центру видимой части кокетки, на 10 мм выше её уровня, а при наличии орденов и классной квалификации специалистов Вооруженных Сил (командир корабля (подводной лодки) — на 10 мм выше их;
- на тужурке шерстяной, тужурке летней шерстяной, жакете шерстяном, кителе шерстяном ВМФ черного цвета — так, чтобы верхний край знака располагался ниже уровня угла лацкана на 70 мм по центру груди, а при наличии орденов и знака классной квалификации специалистов Вооруженных Сил — на 10 мм выше их;
- на кителе шерстяном ВМФ синего цвета — на 10 мм выше клапана нагрудного кармана, симметрично вертикальной оси нагрудного кармана, а при наличии знака командир корабля (подводной лодки) — на 10 мм выше его;
- на фланелевке (форменке) — так, чтобы верхний край знака располагался выше уровня угла выреза воротника на 70 мм по центру груди, а при наличии орденов и знака классной квалификации — на 10 мм выше их;
- на куртке летней полевой (при ношении в качестве повседневной формы одежды) — над клапаном правого нагрудного кармана, симметрично его вертикальной оси.— Приложение №2 к приказу Министра обороны Российской Федерации от 3 сентября 2011 г. № 1500 «О Правилах ношения военной формы одежды и знаков различия военнослужащих Вооруженных Сил Российской Федерации, ведомственных знаков отличия и иных геральдических знаков и особой церемониальной парадной военной формы одежды военнослужащих почётного караула Вооруженных Сил Российской Федерации»

#### МНС России
Приказом МНС России от 21 мая 2003 года № БГ-3-17/258 утверждено Положение о правилах ношения форменной одежды работниками Министерства Российской Федерации по налогам и сборам в котором определено:

7.15. Знаки числа ранений из галуна золотистого цвета (при тяжелом ранении) и темно-красного цвета (при легком ранении) располагают на клапане такого же цвета, что и форменная одежда. Галун красного цвета располагается выше галуна золотистого цвета. Ширина галуна 5 мм, длина 40 мм. Знак числа ранений размещают на правой стороне груди за орденами и медалями, а при отсутствии орденов и медалей — на их месте.— Положение о правилах ношения форменной одежды работниками Министерства Российской Федерации по налогам и сборам

#### МЧС России
В соответствии с приложением к приказу МЧС России, от 3 июля 2008 г., № 364 определены правила ношения формы одежды сотрудниками государственной противопожарной службы Министерства Российской Федерации по делам гражданской обороны, чрезвычайным ситуациям и ликвидации последствий стихийных бедствий, имеющими специальные звания внутренней службы, где определено в пункте 75, что «Знаки за ранение располагаются на правой стороне груди выше орденов».

#### ГУСП Президента России
Для военнослужащих службы специальных объектов при Президенте Российской Федерации утверждены приказом № 48, от 8 декабря 2009 г., начальника Главного управления специальных программ Президента Российской Федерации (ГУСП Президента России), правила ношения военной формы одежды военнослужащими службы специальных объектов при Президенте Российской Федерации.

60. Знак числа ранений из галуна золотистого цвета (при тяжелом ранении) или темно-красного цвета (при легком ранении) располагается на планке из ткани верха изделия. Ширина галуна 6 мм, длина 43 мм. Нашивка о тяжелом ранении размещается ниже нашивки о легком ранении. Расстояние между нашивками 3 мм. Знак числа ранений носится на кителе шерстяном, жакете шерстяном и куртке летней полевой камуфлированной расцветки (при ношении в качестве повседневной формы одежды) на правой стороне груди, посередине полочки так, чтобы нижний край планки был на 10 мм выше орденов, почетных званий, знаков отличия, а при отсутствии орденов, медалей и знаков — на их месте.— Приказ № 48, от 8 декабря 2009 г., начальника Главного управления специальных программ Президента Российской Федерации

#### Московская область
В Московской области было утверждено постановление Правительства Московской области от 24 марта 2005 г. № 187/9, принявшее Положение о форменной одежде и знаках различия лиц, осуществляющих государственный строительный надзор в Московской области.

41. Знаки числа ранений из галуна золотистого цвета (при тяжелом ранении) и темно-красного цвета (при легком ранении) располагают на клапане такого же цвета, что и форменная одежда. Галун красного цвета располагается выше галуна золотистого цвета. Знаки числа ранений размещают на правой стороне груди за орденами и медалями, а при отсутствии орденов и медалей — на их месте.— Постановление Правительства Московской области от 24 марта 2005 г. № 187/9